# Statspolisen (Sverige)

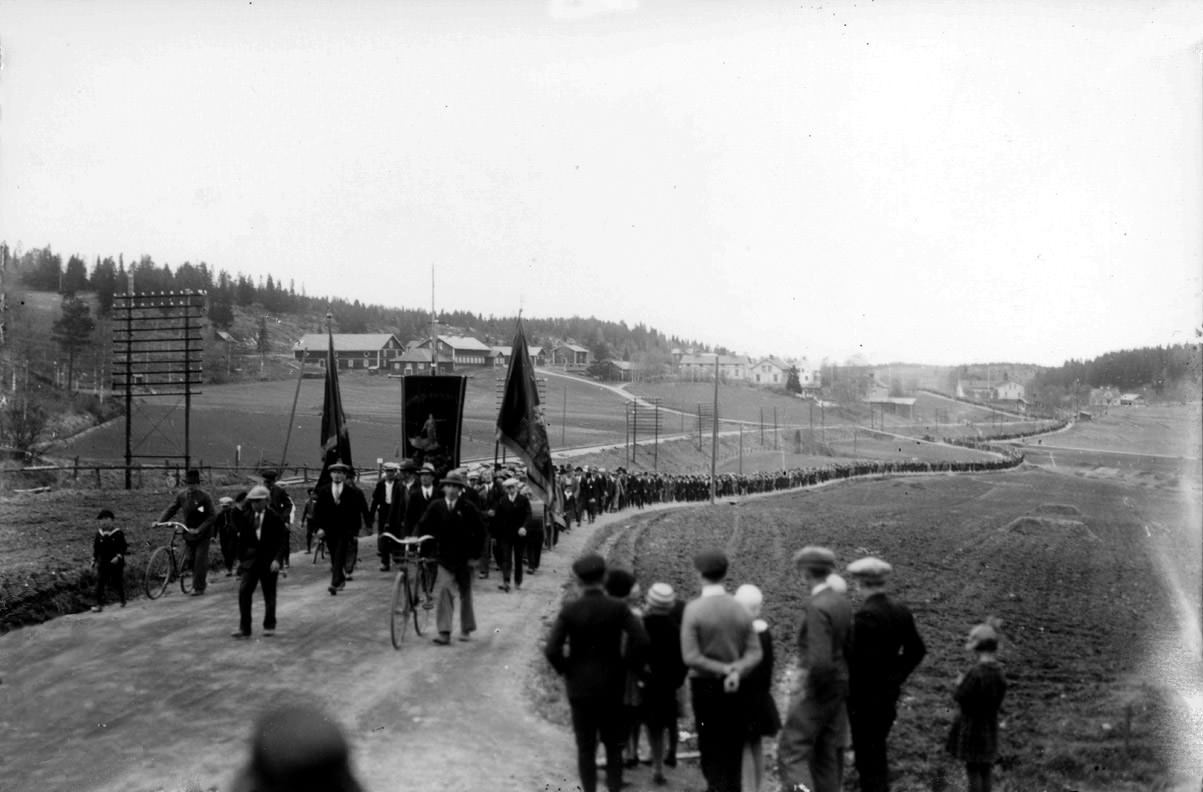
Ådalshändelserna var en anledning till att Sverige inrättade Statspolisen.

Statspolisen inom den svenska polisen inrättades den 1 januari 1933 för att undvika flera händelser liknande Ådalshändelserna i maj 1931. Statspolisen avskaffades 1965, då all polisverksamhet i Sverige förstatligades. Statspolisens avdelningar döptes då om till länstrafikgrupper.
Namnet kan ses som tårta på tårta, eftersom ordet polis betyder stat på grekiska.